# Politikåret 1964

## Händelser

### Januari
- 5 januari – Chefredaktören för Ny Dag, C. H. Hermansson, blir partiledare för Sveriges Kommunistiska Parti efter Hilding Hagberg.

### Mars
- 20 mars – Ett nytt svenskt parti, Kristen Demokratisk Samling (KDS), bildas på initiativ av pingströrelsens ledare Lewi Pethrus med Birger Ekstedt som partiledare.

### Maj
- 22 maj – Sveriges riksdag godkänner att det svenska polisväsendet, som dittills varit kommunalt, förstatligas.

### April
- 26 april – Tanzania grundas.[1]

### Juni
- 22 juni – Sovjets ledare Nikita Chrusjtjov inleder, som första sovjetledare, ett fem dagar långt Sverigebesök under rigorös polisbevakning.

### September
- September – Inför det svenska Andrakammarvalet bildas valorganisationen Medborgerlig samling (MbS) i Skåne.

### Oktober
- 14 oktober – Nikita Chrusjtjov avsätts som Sovjetunionens ledare och ersätts av en "trojka" bestående av Brezjnev, Kosygin och  Podgornyj.
- 16 oktober – Harold Wilson efterträder Alec Douglas-Home som Storbritanniens premiärminister.[2]
- 24 oktober – Nordrhodesia blir självstänidigt från Storbritannien under namnet Zambia.[3] Samtidigt byter Sydrhodesia byter namn till Rhodesia.[4]

## Val och folkomröstningar
- 20 september – Vid andrakammarvalet i Sverige behåller socialdemokraterna och kommunisterna majoriteten.
- 3 november – Vid det amerikanska presidentvalet vinner den sittande presidenten Lyndon Johnson en jordskredsseger över utmanaren, Arizonasenatorn Barry Goldwater.

## Organisationshändelser
- 20 mars – Kristdemokraterna bildas i Sverige.
- Okänt datum – Medborgerlig samling (MbS) bildas i Sverige.

## Födda
- 23 januari – Bharrat Jagdeo, Guyanas president 1999–2011.
- 15 maj – Lars Løkke Rasmussen, Danmarks statsminister 2009–2011 och 2015–2019.
- 16 juli – Nino Burdzjanadze, Georgiens president 2003–2004 och 2007–2008.

## Avlidna
- 6 februari – Emilio Aguinaldo, Filippinernas första president 1897–1901.
- 2 september – Craveiro Lopes, Portugals president 1951–1958.
- 20 oktober – Herbert Hoover, USA:s president 1929–1933.
- 12 november – Rickard Sandler, Sveriges statsminister 1925–1926.

### Fotnoter
1. ↑  ”Tanzania” (på engelska). World Statesmen. http://www.worldstatesmen.org/Tanzania.html. Läst 7 november 2012.
2. ↑  ”United Kingdom” (på engelska). World Statesmen. http://www.worldstatesmen.org/United_Kingdom.html. Läst 2 augusti 2015.
3. ↑  ”Zambia” (på engelska). World Statesmen. http://www.worldstatesmen.org/Zambia.html. Läst 25 januari 2013.
4. ↑  ”Zimbabwe” (på engelska). World Statesmen. http://www.worldstatesmen.org/Zimbabwe.html. Läst 25 januari 2013.